# Picumnus fuscus
El carpinterito cuellirrufo o carpinterito de cuello rojizo, (Picumnus fuscus) es una especie de ave piciforme de la familia Picidae, perteneciente al numeroso género Picumnus.

## Localización
Es una especie de ave que se encuentra en Bolivia y Brasil.